# 鹿屋市コミュニティバス

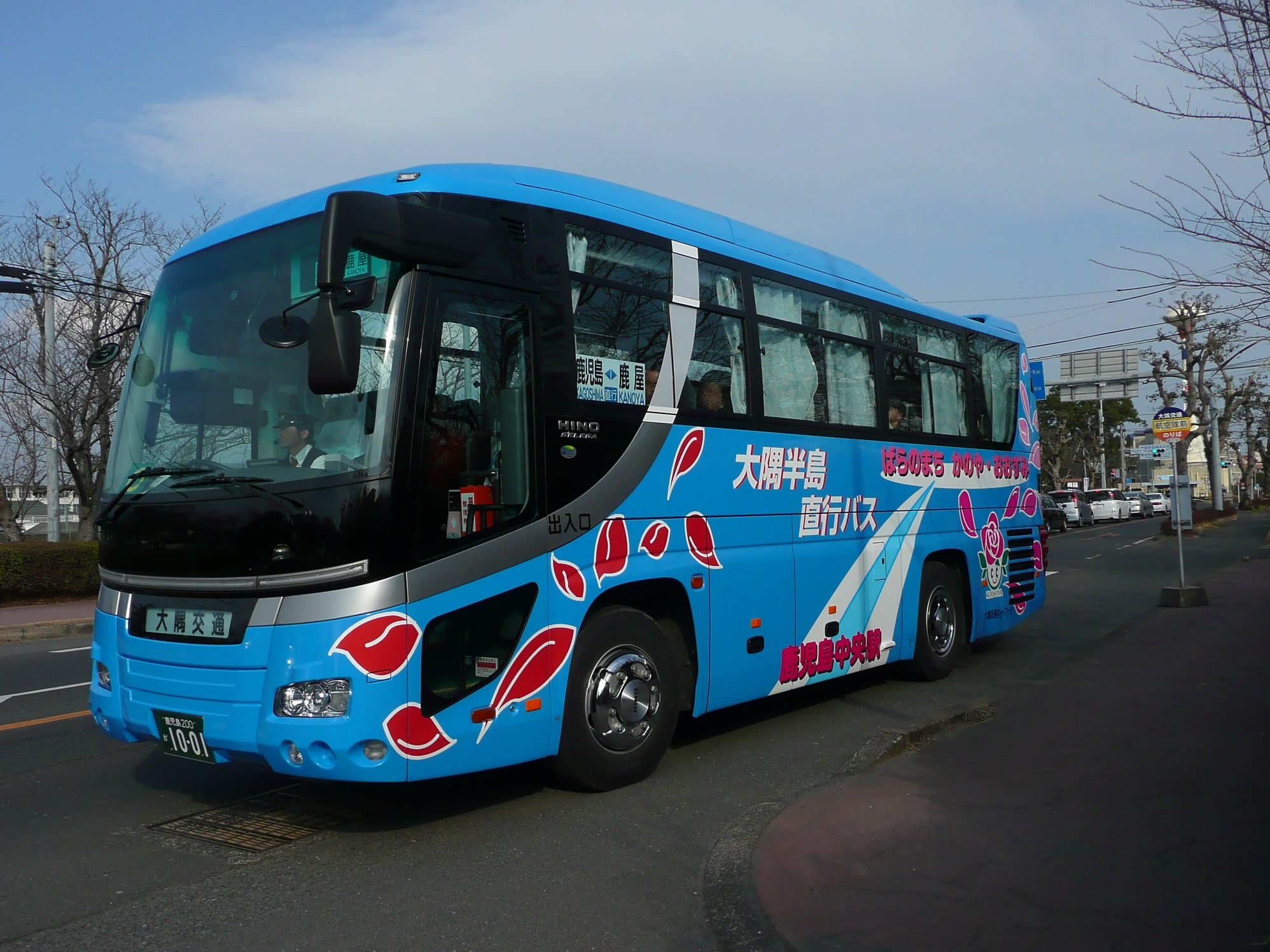
鹿児島中央駅-鹿屋間直行バス

鹿屋市コミュニティバス（かのやしコミュニティバス）は、鹿児島県鹿屋市が運行するコミュニティバスの総称。

## 概説
市街地巡回バス「かのやくるりんバス」の2路線、鹿児島中央駅 - 鹿屋間直行バスの1路線、廃止路線代替バスの12路線、「くしらふれあいバス」の6路線の合計21路線からなる。
「かのやくるりんバス」は当初、1便ごとの平均利用者数が西原・打馬線で4.5人、寿・新川線で3.5人に過ぎず、2007年9月 - 2008年9月の13か月間の収益は160万円ほどで、1000万円の経費に遠く及ばなかった。このため、赤字額のうち800万円（上限額）を鹿屋市が補助している。このような現状を、地元紙の南九州新聞はコラムで「まるで空気を運んでいるようなもの」と揶揄した。この後、「かのやくるりんバス」は西原地区・寿地区を8の字に結ぶルートに変更された。

## 沿革
- 2002年5月 串良町循環バス「くしらふれあいバス」が運行開始。
- 2003年4月 「くしらふれあいバス」の運行が一時休止。
- 2003年9月 「くしらふれあいバス」の運行が再開。
- 2006年1月 旧鹿屋市・輝北町・串良町・吾平町の新設合併に伴い、串良町の「くしらふれあいバス」を鹿屋市コミュニティバスとして引き継ぐ。
- 2006年11月 廃止路線代替バスが運行開始。
- 2007年4月 廃止路線代替バスの一部を見直し。
- 2007年9月 市街地巡回バス「かのやくるりんバス」が運行開始。
- 2009年12月 「鹿児島中央駅 - 鹿屋間直行バス」が運行開始。
- 2018年4月　全ての路線の運行主体・委託先である三州自動車から鹿児島交通へ変更。

## 路線一覧

### 市街地巡回バス「かのやくるりんバス」

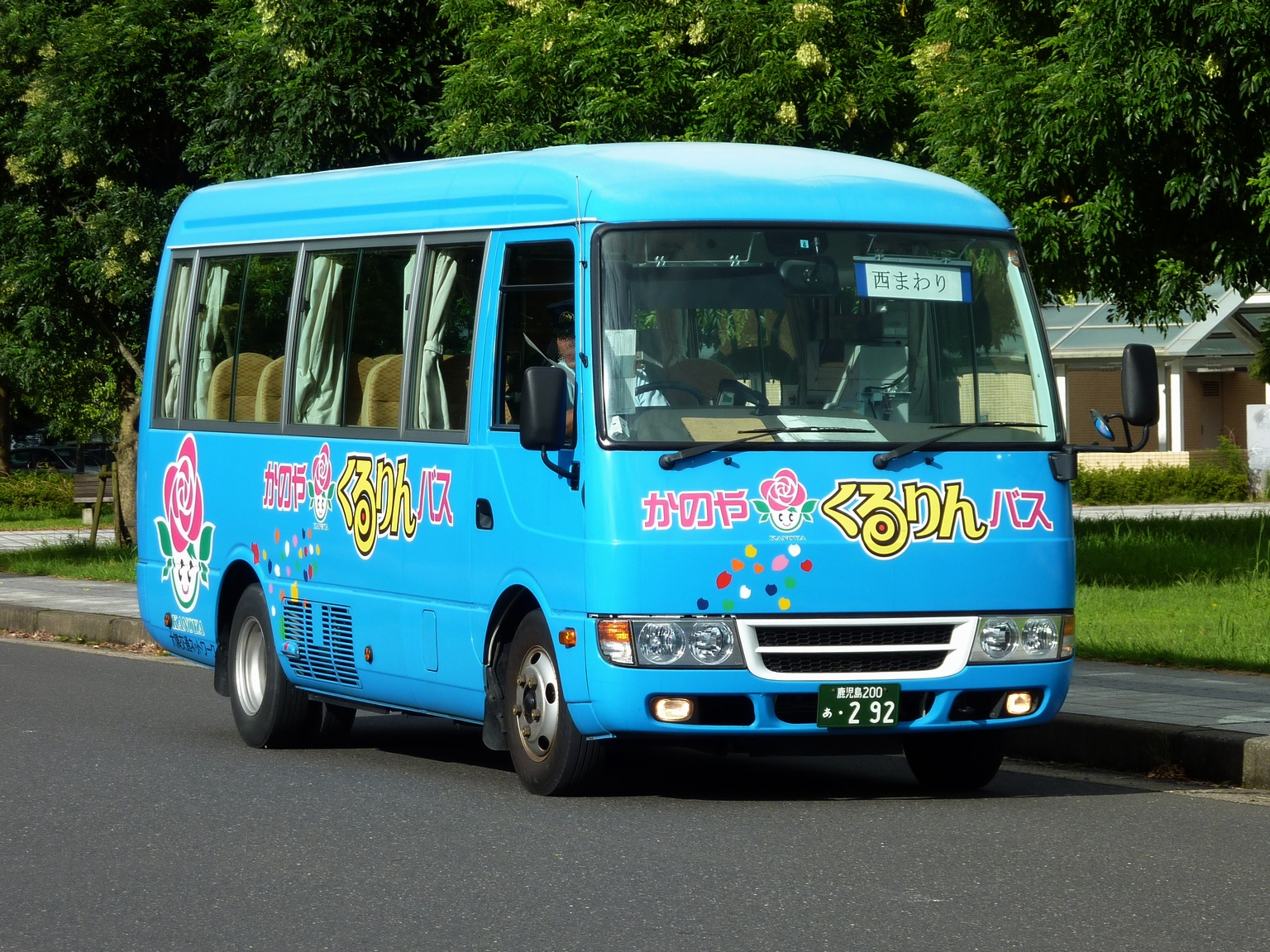
かのやくるりんバス

#### コース
2009年4月1日から路線が統合された。「鹿屋」は旧鹿屋バスセンター跡。
- 西原方面：鹿屋 - 上谷 - 桜ヶ丘 - 国合同庁舎南 - 航空隊前 - 女子高前 - 上谷 - 鹿屋
- 市役所方面：鹿屋 - 向江町 - 市役所前 - 本町 - 鹿屋
- 寿方面：鹿屋 - 本町 - 警察署前 - 農業研修センター前 - 県民健康プラザ前 - 農高前 - リナシティかのや - 鹿屋

両方向の循環で、3コースを連続運行している。西回りは上記正順、東回りは循環方向・コース巡回順序とも上記逆順。

#### 運行形態
- 運賃 - 大人100円、子供50円（いわさきICカード・RapiCaともに利用可）
- 運行委託 - 鹿児島交通
- 運行便数 - 西回り・東回りとも1日3本
- 運休日 - 12月29日 - 1月3日
- 車両 - 三菱ふそう・ローザ専用塗装車2台

### 鹿児島中央駅-鹿屋間直行バス

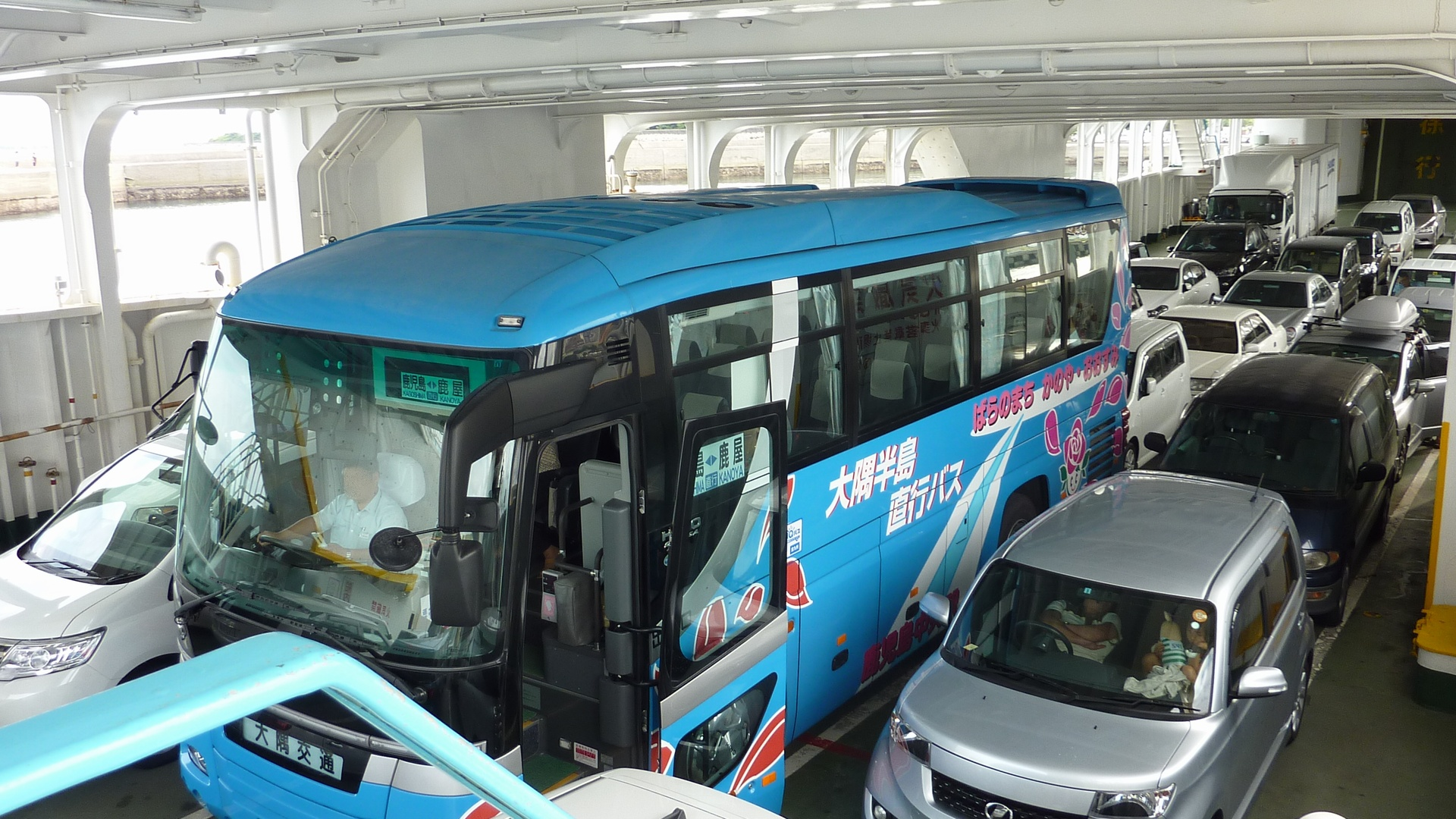
垂水フェリーに乗船する直行バス（2010年撮影）

#### 運行経路・停車停留所
両市間を最短距離で移動する際、バスとフェリーの乗り換えをなくすため導入された。
- 東笠之原 - 東団地前 - 寿中央 - 鹿屋（リナシティかのや前） - 航空隊前 - 鹿屋体育大前・白水 - 古江 - 垂水港 = 県庁前 - 鹿児島中央駅 - 天文館 - 金生町[4]
垂水港 - 県庁前間は鴨池・垂水フェリーにそのまま乗船する[5]。
クローズドドアシステムを導入しているため、大隅半島内区間のみ、または鹿児島市内区間のみの利用はできない。

#### 運行内容
- 運賃 - 東笠之原・寿中央  - 鹿児島1500円、鹿屋・リナシティかのや・航空隊前 - 鹿児島1400円、白水体育大前・古江 - 鹿児島1300円、垂水港 - 鹿児島700円（いわさきICカード・RapiCaともに利用可）
- 運行主体 - 鹿児島交通
- 便数 - 1日6往復

#### 使用車両
- 日野・セレガHD-S - 専用塗装車3台
  - 車両検査等の際はトップドア仕様の中型路線バス車両での代走となる場合がある。

### 廃止路線代替バス
- 鹿屋 - 小薄 / 1日3往復
- 鹿屋 - 大須 / 1日3往復
- 鹿屋 - 高隈 - 郡境 /1日1往復
- 鹿屋 - 高隈 - 勤労者体育センター前 / 1日1往復
- 柏木 - 百引 / 1日1往復、日曜日・祝日運休
- 百引支所前 - 百引 / 支所前→百引1日3本、百引→支所前1日2本、日曜日・祝日運休
- 仏迫 - 百引 / 仏迫→百引1日1本、百引→仏迫1日2本、日曜日・祝日運休
- 百引 - 市成 / 1日1往復、月曜日・水曜日・金曜日運転
- 鹿屋 - 芝山 / 鹿屋→芝山1日2本、芝山→鹿屋1日1本
- 鹿屋 - 芝山 - 吾平 / 1日1往復
- 鹿屋 - 浜田 / 1日1往復、日曜日・祝日運休
- 鹿屋 - かのやばら園 / 1日3往復、日曜日・祝日運転

運賃・運行主体
- 運賃 - 通常賃率による運賃（但し、鹿屋 - かのやばら園間の運賃は大人200円、子供100円）（いわさきICカード・RapiCaともに利用可）
- 運行主体 - 鹿児島交通

### くしらふれあいバス
- 表 - 岡崎上 - 永和 - 串良平和アリーナ / 表→アリーナ1日1本、アリーナ→表1日2本、月曜日運転
- 表 - 松崎 - 串良平和アリーナ - 永和 / 表→永和1日1本、永和→表1日2本、月曜日運転
- 平瀬公民館 - 永和 - 串良平和アリーナ / 平瀬公民館→アリーナ1日1本、アリーナ→平瀬公民館1日2本、水曜日運転
- 辰喰 - 串良平和アリーナ - 永和 / 辰喰→永和1日1本、永和→辰喰1日2本、水曜日運転
- 立小野 - 永和 - 串良平和アリーナ  / 立小野→アリーナ1日1本、アリーナ→立小野1日2本、金曜日運転
- オレンジパークくしら - 串良平和アリーナ - 永和 / オレンジパーク→永和1日1本、永和→オレンジパーク1日2本、金曜日運転

運賃・運行主体
- 運賃 - 大人100円、子供50円（いわさきICカード・RapiCaともに利用可）
- 運行主体 - 鹿児島交通